# اردوگاه جهنم
اردوگاه جهنم (به انگلیسی: Camp Hell) فیلمی محصول سال ۲۰۱۰ و به کارگردانی جرج ونبوسکریک است. در این فیلم بازیگرانی همچون بروس دیویسن، دینا دلانی، ویل دنتون، جسی آیزنبرگ، اندرو مک‌کارتی، کانر پائولو، جیمز مک‌کافری، اسپنسر تریت کلارک، درو پاول و کریستوفر دنهام ایفای نقش کرده‌اند.